# Star Lane (DLR)

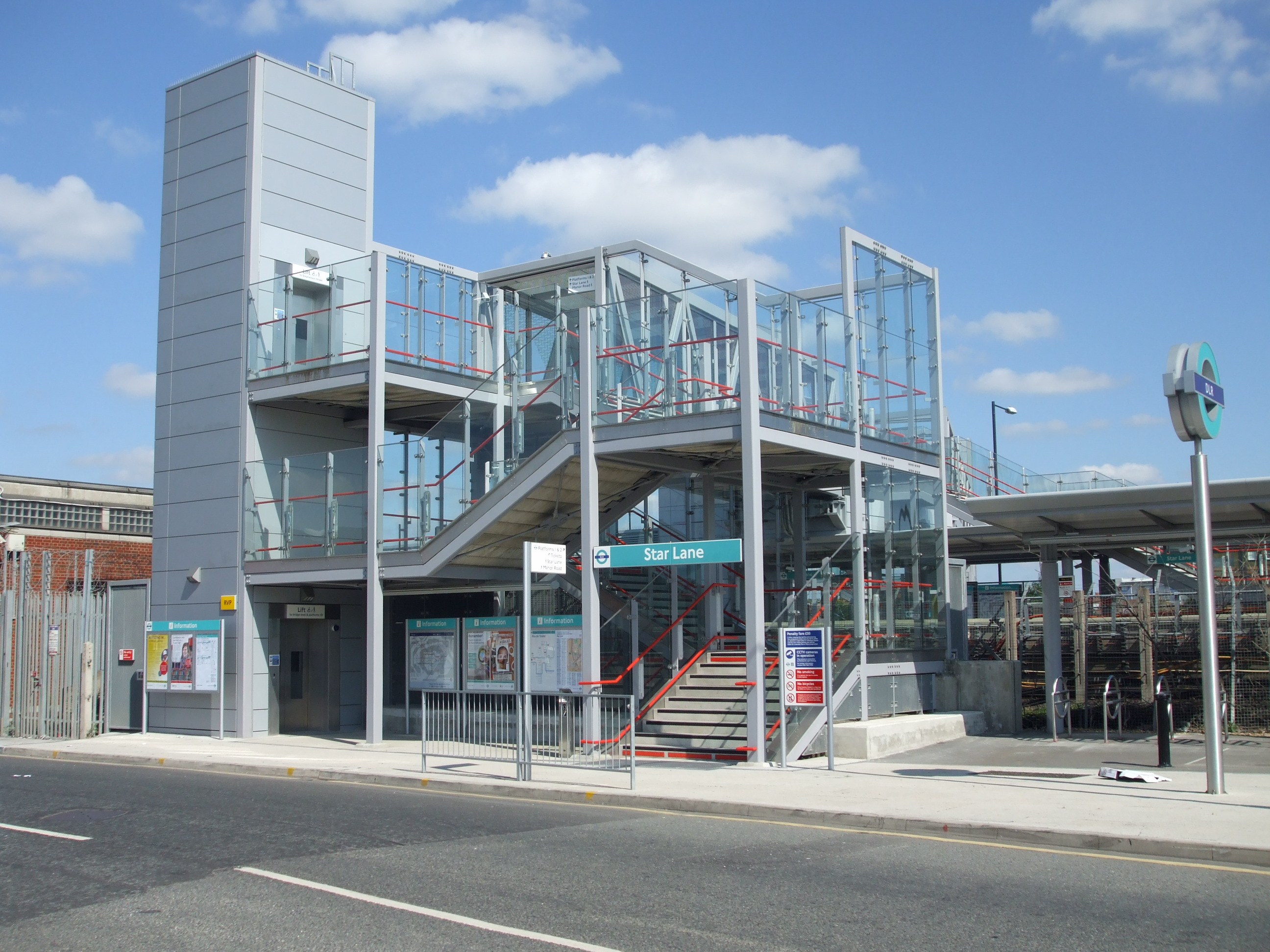
Westlicher Eingang

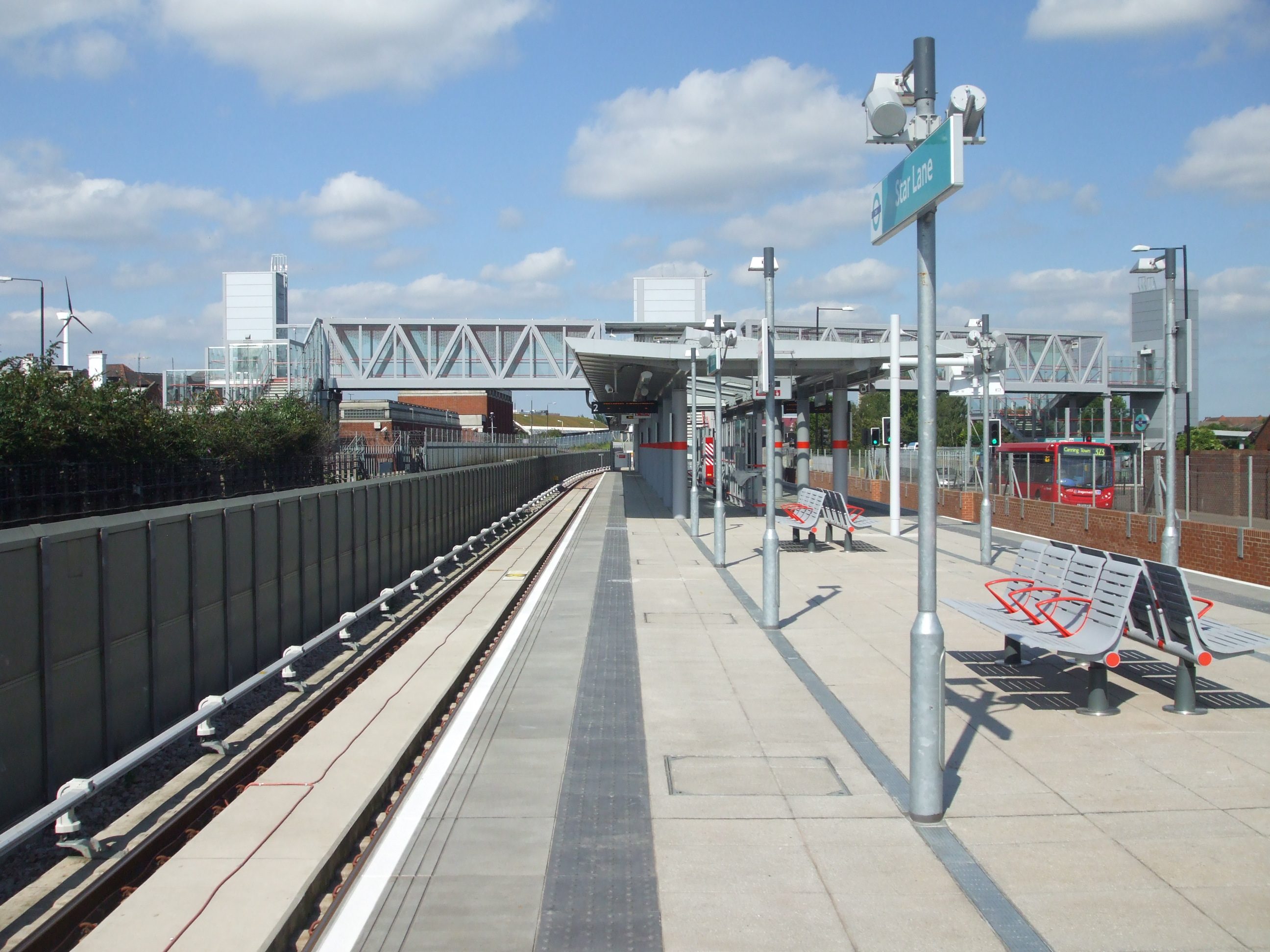
Blick auf die Bahnsteige

Star Lane ist eine Station der Docklands Light Railway (DLR) im Londoner Stadtbezirk London Borough of Newham. Sie liegt in der Travelcard-Tarifzone 3, an der Kreuzung von Star Lane und Manor Road im Stadtteil Canning Town.
Westlich der DLR-Trasse verläuft parallel eine zweite Doppelspurtrasse der Jubilee Line. Züge dieser Linie der London Underground halten mangels zusätzlicher Bahnsteige jedoch nicht an der Star Lane. Die Station soll die Entwicklung und Neunutzung der einst weitgehend brachliegenden Industriegebiete in der Umgebung fördern.
Die Station wurde am 31. August 2011 eröffnet, zusammen mit der Zweigstrecke zwischen den Bahnhöfen Stratford International und Canning Town. Die Eisenbahngeschichte reicht mehr als eineinhalb Jahrhunderte zurück: 1846 wurde zwischen den Bahnhöfen Stratford und Canning Town die Eastern Counties and Thames Junction Railway eröffnet; bis zu ihrer zwischenzeitlichen Stilllegung im Jahr 1973 gab es an der Star Lane nie einen Bahnhof. Auch die von 1979 bis 2006 auf diesem vierspurig ausgebauten Teilstück verkehrende North London Line fuhr ohne Halt durch.
Im Sommer 2012, während der Olympischen Spiele und der Paralympics, verzeichnete die Station ein überdurchschnittliches Fahrgastaufkommen. In einem Lagerhaus einer ehemaligen Glasfabrik in unmittelbarer Nachbarschaft befand sich das Uniform Distribution and Accreditation Centre, die zentrale Akkreditierungs- und Uniformübergabestelle für die mehr als 70.000 freiwilligen Helfer.